# Ballana absenta
Ballana absenta är en insektsart som beskrevs av Delong 1937. Ballana absenta ingår i släktet Ballana och familjen dvärgstritar. Inga underarter finns listade i Catalogue of Life.